# Federação Búlgara de Futebol
A Federação Búlgara de Futebol (em búlgaro tradicional: Български футболен съюз, em búlgaro russificado: Былгарски футболен сыюз), é o órgão que dirige e controla o futebol da Bulgária, comandando as competições nacionais e a Seleção Búlgara de Futebol. A sede deste órgão está localizada em Sófia.

## Historial no Campeonato da Europa
- Organizações: 0
- Participações: 2
  - 1996 e 2004
- Títulos: 0
- Finais: 0
- Ronda de qualificação:
  - Presenças: 12
  - Jogos: 86
  - Vitórias: 39
  - Empates: 19
  - Derrotas: 28
  - Golos marcados: 130
  - Golos sofridos: 92